# Rabotnitsa

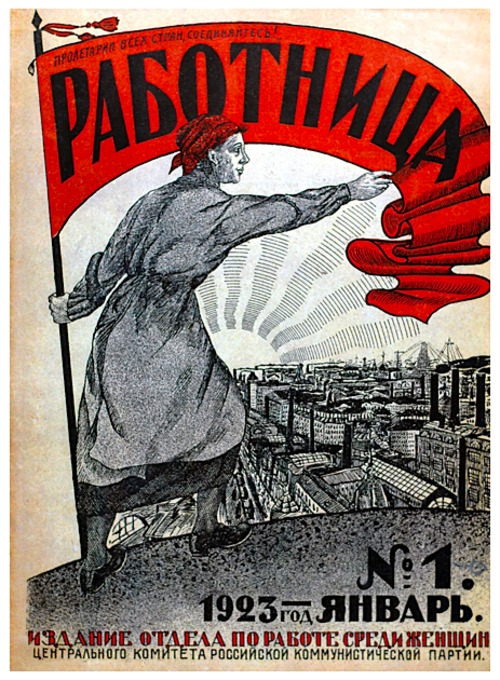
Omslag till Rabotnitsa från 1923.

Rabotnitsa (ryska: ryska: Работница; "Arbetarkvinnan") är en tidskrift som tidigare publicerades i Sovjetunionen och idag i Ryssland. Den fokuserar på kvinnofrågor och är den äldsta tidningen på ryska som fokuserar på kvinnor och familjen. Den grundades 1914 och kom ut för första gången på internationella kvinnodagen, 8 mars, och blev den första socialistiska kvinnotidningen och även den mest vänsterinriktade tidskriften inom området. Rabotnitsas tillkomst har tillskrivits Vladimir Lenin och kvinnor i hans närhet, men han bidrog inte själv till de första sju numren.
Rabotnitsa gjordes om i maj 1917 av bolsjevikpartiet och blev huvudorgan för Zjenotdel, den sovjetiska centralkommitténs kvinnosektion. Senare samma år organiserade tidningens redaktörer den första konferensen för arbetarkvinnor i Petrogradregionen och propagerade för bolsjevikerna i det kommande valet till det nya ryska parlamentet. När den ryska revolutionen utbröt 1917 blev Rabotnitsa den officiella kvinnotidningen för Sovjetunionens kommunistiska parti i Ryssland.

## Aktivism
Rabotnitsa är en av de äldsta ryskspråkiga tidskrifter som helt ägnar sig åt kvinno- och familjefrågor. Tidningens grundläggande målsättning är att förespråka proletär internationalism och internationell solidaritet som ett sätt att motarbeta imperialism. Den förespråkar "social rättvisa, kvinnors frigörelse och världsfred". Tidningens mål var att göra kvinnliga arbetare medvetna om den politiska situationen i Ryssland och att uppmuntra kvinnor att delta i den socialistiska revolutionen. Tidningens redaktion beskrev tidigt om en förändring i förhållanden i hushållen genom en höjning av medvetenheten om kvinnofrågor bland män, samt att man la ansvaret för dåtidens sociala problem på inflytandet från patriarkatet. Rabotnitsa banade vägen för kvinnors möjligheter att "delta i statliga och offentliga frågor och i bygget av kommunismen". Den var ett viktigt verktyg för att göra kvinnliga arbetare medvetna om den tidens politiska verklighet och att få de att närma sig kommunistpartiet. Den bidrog också till att föra ut den leninistiska ideologin om socialistisk revolution.